# Theodor Zeller (Künstler)
Theodor Zeller (* 9. Mai 1900 in Donzdorf bei Göppingen; † 3. Dezember 1986 in Freiburg im Breisgau) war ein deutscher Maler und Grafiker.

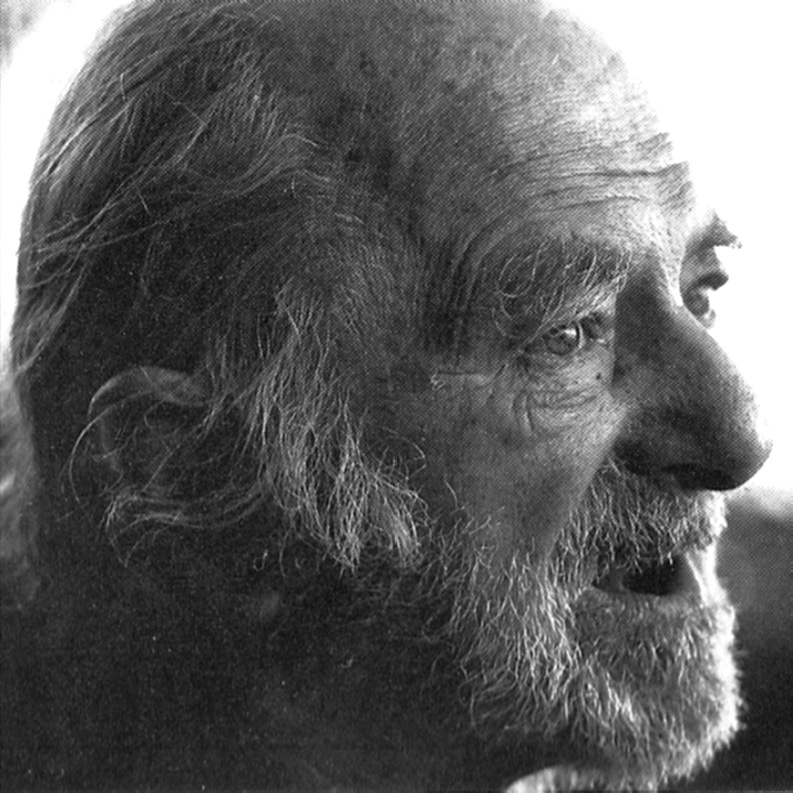
Theodor Zeller (ca. 1986)

## Leben und Werk
Theodor Zeller wuchs in einer Familie mit fünf Geschwistern auf. Prägend für sein späteres Leben als Künstler wurde das Vorbild seiner religiösen Mutter. Nach dem Besuch der Volksschule in Donzdorf kam Zeller zunächst auf das Progymnasium nach Rottenburg am Neckar und von dort auf das Gymnasium in Ehingen (Donau). Es war der Wunsch der Mutter, dass ihr Sohn Priester wird.
Ein halbes Jahr vor dem Abitur meldete sich Zeller 1918 als Kriegsfreiwilliger und kämpfte in den Schützengräben Flanderns. Nach dem Ersten Weltkrieg holte er das Abitur in Ehingen nach und begann 1922 an der Eberhard-Karls-Universität Tübingen mit dem Studium der Theologie und Philosophie. 1923 hörte er an der Albert-Ludwigs-Universität Freiburg Vorlesungen von Husserl und Heidegger. Es folgten zwei Semester Theologie an der Ludwig-Maximilians-Universität München, doch dann wendete er sich endgültig der Malerei zu.
Sein erster Lehrer für Kunst war an der Freiburger Universität der Maler und Zeichner Hans Lembke. 1927 ermöglichte ihm ein Mäzen einen einjährigen Studienaufenthalt in Rom und Florenz. Dort sah Zeller zum ersten Mal Werke seiner Vorbilder Cimabue, Giotto, Botticelli und Michelangelo. Nach der Begegnung Zellers in Rom mit dem Freiburger Verleger Theophil Herder-Dorneich beauftragte ihn dieser, ein Messbuch zu gestalten und Dantes „Göttliche Komödie“ zu illustrieren, womit eine über vierzigjährige Zusammenarbeit begann. Wieder in Freiburg heiratete Zeller 1928 Eva Gurschner aus Wien, die er in Florenz kennengelernt hatte. Gemeinsam hatten sie 1929 einen Sohn und 1931 eine Tochter. 1929 baute sich die Familie ein kleines Haus am Mauracher Berg in Denzlingen. Aufgrund der Nürnberger Gesetze wurde Eva Zeller 1935 aufgefordert, sich als „Halbjüdin“ einer Zwangssterilisation zu unterziehen. Daraufhin flüchtete sie mit den beiden Kindern nach Rom. 1937 wurde Theodor Zeller mit Berufsverbot belegt und folgte seiner Familie ins Exil nach Rom. Von dort zog die Familie in ein Kapuziner-Kloster in der Bergstadt Palestrina bei Rom. Ihre dortige Wohnung musste sie 1941 für einen italienischen Offizier räumen. In einem Zimmer in der Nachbargemeinde Gallicano nel Lazio fanden sie Unterkunft. 1937 wurden in der Nazi-Aktion „Entartete Kunst“ nachweislich aus den Städtischen Sammlungen Freiburg im Breisgau sein Tafelbild „Titusbogen auf dem Palatin“ (1936) und sein Aquarell „Landschaftsstudie bei Pescia“ beschlagnahmt und zerstört.
Nach dem Zweiten Weltkrieg kehrte die Familie nach Deutschland zurück und lebte von 1947 an in München. 1950 zog Theodor Zeller allein wieder nach Denzlingen. Seine Frau und die Kinder blieben in München. Er arbeitete an der „Divina Commedia“. 1968 begann sich um Zeller ein Malkreis zu bilden. Seine Schüler trafen sich mit ihm, um gemeinsam zu zeichnen, zu malen und zu radieren. Er selbst schuf Radierungen, Temperabilder und Aquarelle. Um ihn scharte sich ab 1969 im Denzlinger Café Dick ein Künstlerstammtisch. 1970 erschien der Bildband Adamas: Der Mensch und die ewige Landschaft mit Radierungen von Zeller. Es folgten Ausstellungen in Freiburg und Denzlingen. 1978 entstand Zellers Berliner Kreuzweg in 15 Bildern für die St.-Laurentius-Kirche in Berlin-Moabit. Sie wurden 2007 von der Gemeinde Denzlingen erworben und hängen jetzt im Denzlinger Storchenturm, dem erhaltenen Teil der ehemaligen romanischen Michaelskirche, den Zeller ab 1979 ausgemalt hatte.
In der dortigen Sakristeikapelle befindet sich sein Wandbild Gethsemane, das den zusammenbrechenden Jesus am Ölberg zeigt, der von Franz von Assisi und Martin Luther gestützt wird. Von 1979 bis 1995 fanden ständige Wechselausstellungen im Café Dick statt, das Zeller inzwischen zu seinem „Wohnzimmer“ erkoren hatte. 1986 malte er sein größtes Wandbild in der Denzlinger St.-Jakobus-Kirche, das er Kampf um die Liebe nannte. Am 3. Dezember 1986 starb Theodor Zeller im Alter von 86 Jahren und wurde am 6. Dezember in Denzlingen beigesetzt.

## Ausstellungen
- 1962: Stadthalle (Freiburg im Breisgau): Malerei, Graphik, Plastik: Max Böhlen, Hans Reif, Alfred Sachs, Theodor Zeller. Katalog im Verlag Freundeskreis Bildender Künstler „Palette“ mit Illustrationen von Max Böhlen
- 1974 Städtische Galerie „Schwarzes Kloster“, Freiburg
- 1979 Brückleackerschule, Denzlingen
- von 1979 bis 1995 Café Dick, Denzlingen: wechselnde Ausstellungen
- ab 1979 St. Michaelskirche (Storchenturm), Denzlingen: Ausmalung und ab 2007 „Berliner Kreuzweg“[3]
- 1981 Deutsche Bank Freiburg
- 1982 Brückleackerschule, Denzlingen
- 1985 Volksbank Denzlingen
- 1990 Kommunale Galerie Emmendingen
- 2000 Retrospektive zum 100. Geburtstag in der Galerie im Denzlinger Alten Rathaus, im Storchenturm und im Pfarrsaal der St.-Jakobus-Kirche
- 2006 Retrospektive zum 20. Todestag Zellers in der Galerie im Denzlinger Alten Rathaus
- 2011 Retrospektive (Werke aus den Jahren 1929 bis 1938) zum 25. Todestag in der Galerie im Denzlinger Alten Rathaus

## Schriften
- Adamas, der Mensch in der ewigen Landschaft. Der erste Mensch am Schöpfungsmorgen. Radierungen von Theodor Zeller. Texte von Johannes Amadeus Lambert. Verlag Der Mensch, Freiburg / Basel 1970